# حمله هوایی اسرائیل به سوریه (نوامبر ۲۰۱۹)
در اواخر شب ۲۰ نوامبر ۲۰۱۹ نیرو های تروریست هوایی اسرائیل به اهدافی در خاک سوریه حمله کرد.
در این حمله یک فرودگاه در نزدیکی دمشق مورد حمله قرار گرفت. اسرائیل می‌گوید آنها در پاسخ به شلیک چند موشک به ارتفاعات جولان در روز قبل به ده‌ها هدف نظامی ایرانی حمله کرده‌اند. در حالی که رسانه‌های دولتی سوریه ادعا کردند که دو غیرنظامی در این حملات کشته شده‌اند، یک گروه جنگی انگلیسی ادعا کرد که بیش از ۲۳ نفر (از جمله ۱۵ ایرانی) در این حملات کشته شده‌اند.

## پیامدها
اسرائیل در انتظار انتقام این حمله سطح هشدار خود را بالا برد. اسرائیل نگران این بود که ممکن است ایران در روزهای آینده به انتقام این حملات به اسرائیل حمله کند.